# Grupo Desportivo Recreativo Cultural Os Sandinenses
O Grupo Desportivo Recreativo Cultural Os Sandinenses é um clube de futebol português, sedeado na freguesia de São Martinho de Sande, concelho de Guimarães, fundado no ano de 1986.
Manda seus jogos no Campo D. Maria Teresa, e usa equipamento azul royal e alternativo é branco.
Atualmente a equipa masculina de futebol joga na Série A do Campeonato de Portugal (liga).

## História
O clube foi fundado em 1986, sendo o seu presidente atual Ricardo Macedo Silva. Na época de 2005-2006, a equipa de seniores, participa no campeonato nacional da II Divisão B, série A, tendo sido, mais tarde extinto este escalão, passando, assim o clube a ser representado apenas pelas camadas jovens.  
Conta no seu palmarés 2 vezes Campeão Nacional da III Divisão Nacional, em 1996/1997 e em 2004/2005.
Na época de 2011/2012 tem pela primeira vez uma equipa Sénior de Futebol Feminino, que disputa o Campeonato Nacional Promoção. Atualmente, conta com equipa de Seniores masculinos (a disputar a 1ª divisão da Associação de Futebol de Braga), equipa de Seniores Femininos, Juniores Femininos, Juniores (1ª divisão da AF Barga), Juvenis (1ª Divisão AF Braga), Iniciados (Divisão de Honra), Infantis A e B (a disputar futebol 9 e futebol 7), Benjamins, Traquinas e Petizes. 
Na temporada de 2022/23, Os Sandinenses obtêm uma vaga para o Campeonato de Portugal (liga) decorrente da rejeição à subida do CD Ponte por ter sido o campeão do Pró Nacional da AF Braga. Assim, foram Os Sandinenses a disputar os nacionais na época seguinte, onde vai defrontar Brito SC, Pevidém SC e o Vitória SC B, todos do mesmo concelho.

## Palmarés
III Divisão: (2) 2004/05 [Série A] 1996/97